# Valentin Costa
Valentin Costa est un athlète français, né à Soissons le 27 août 1966, adepte de la course d'ultrafond et champion de France des 24 heures en 2020.

## Biographie
Valentin Costa est champion de France des 24 heures de Brive en 2020 aux 24 heures du Quai du Cher à Vierzon.

## Records personnels
Statistiques de Valentin Costa d'après la Fédération française d'athlétisme (FFA) et la Deutsche Ultramarathon-Vereinigung (DUV) :
- 10 km route : 35 min 0 s en 2011
- Semi-marathon : 1 h 15 min 27 s en 2004
- Marathon : 2 h 40 min 17 s au marathon de Nice en 2012
- 100 km route : 7 h 59 min 3 s aux 100 kilomètres de Belvès en 2018
- 24 heures : 250.800 km aux 24 heures d'Albi en 2018